# Trichina clavipes
Trichina clavipes är en tvåvingeart som beskrevs av Johann Wilhelm Meigen 1830. Trichina clavipes ingår i släktet Trichina och familjen puckeldansflugor. Arten är reproducerande i Sverige. Inga underarter finns listade i Catalogue of Life.